# Playa de Cuchía
La playa de Cuchía o playa de Marzán es una playa situada en la costa central de Cantabria, en la margen derecha de la ría de San Martín de la Arena, junto a su desembocadura. Se halla a un kilómetro de distancia de la localidad de Cuchía, del municipio de Miengo (Cantabria). Es una playa de arena dorada dotada con rampas de acceso para personas con discapacidad. Cuenta con un paseo marítimo, duchas, teléfonos, aparcamiento con plazas para personas con discapacidad y un puesto de vigilancia.
La playa tiene una longitud de 300 metros con una anchura media de 40 metros. Dispone de sistema dunar. En la zona trasera de la playa existe una zona vegetada con lagunas salobres. Cerca de la playa está la cantera de Cuchía, un circuito de motocross, un cementerio, algunos bares y un cámping. Al otro lado de la ría de San Martín de la Arena está la localidad de Suances. Existe la posibilidad de llegar a la otra playa a nado, pero puede ser peligroso por la corriente de la ría.
- Datos: Q6078688